# Белведере (Удине)
Белведере је насеље у Италији у округу Удине, региону Фурланија-Јулијска крајина.
Према процени из 2011. у насељу је живело 137 становника. Насеље се налази на надморској висини од 5 м.